# Clopton, Suffolk
Clopton är en ort och civil parish i distriktet East Suffolk, i Storbritannien. Den ligger i grevskapet Suffolk och riksdelen England, i den sydöstra delen av landet, 120 km nordost om huvudstaden London. Clopton ligger 20 meter över havet och antalet invånare är 375.
Terrängen runt Clopton är platt. Runt Clopton är det ganska tätbefolkat, med 129 invånare per kvadratkilometer. Närmaste större samhälle är Ipswich, 9,1 km sydväst om Clopton. Trakten runt Clopton består till största delen av jordbruksmark.